# Симонти (Арецо)
Симонти је насеље у Италији у округу Арецо, региону Тоскана.
Према процени из 2011. у насељу је живело 30 становника. Насеље се налази на надморској висини од 264 м.